# Pachliopta aristolochiae
Pachliopta aristolochiae är en fjärilsart som först beskrevs av Fabricius 1775.  Pachliopta aristolochiae ingår i släktet Pachliopta och familjen riddarfjärilar. Inga underarter finns listade i Catalogue of Life.

## Bildgalleri

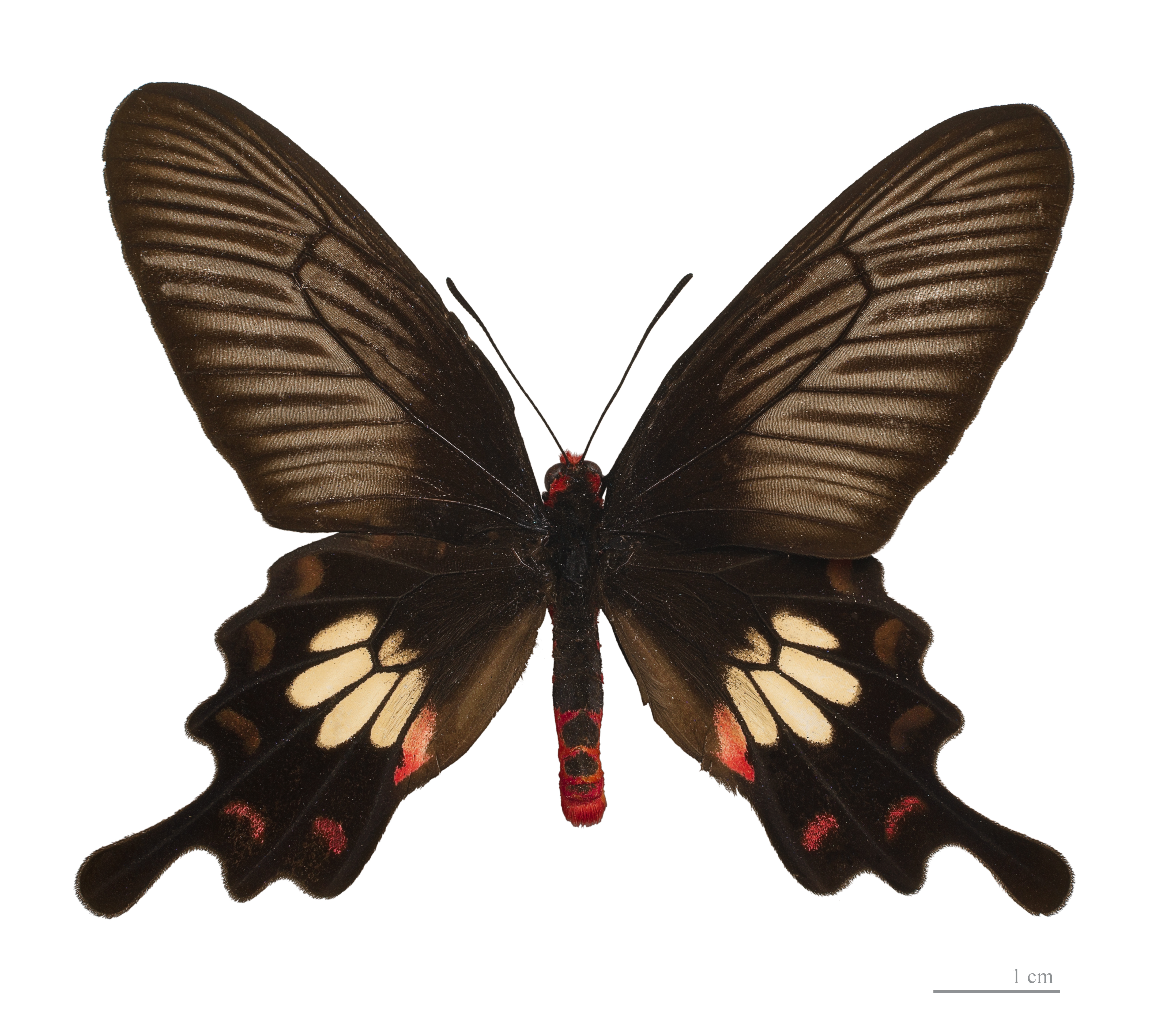
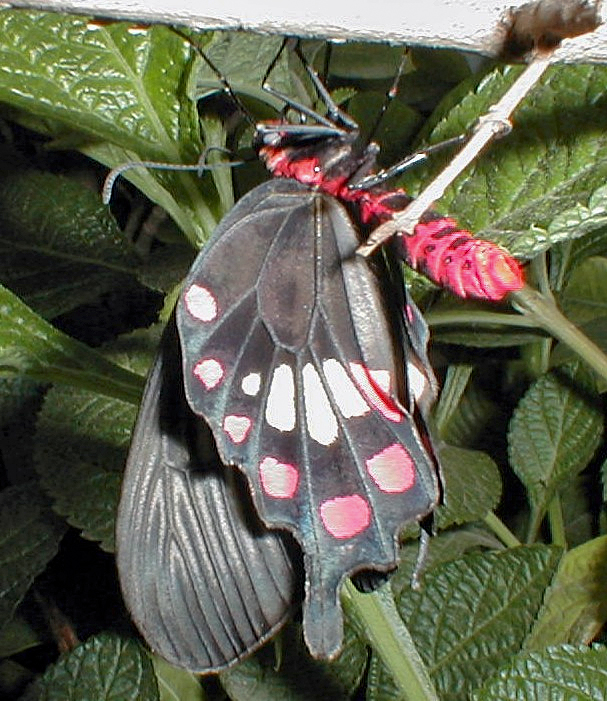
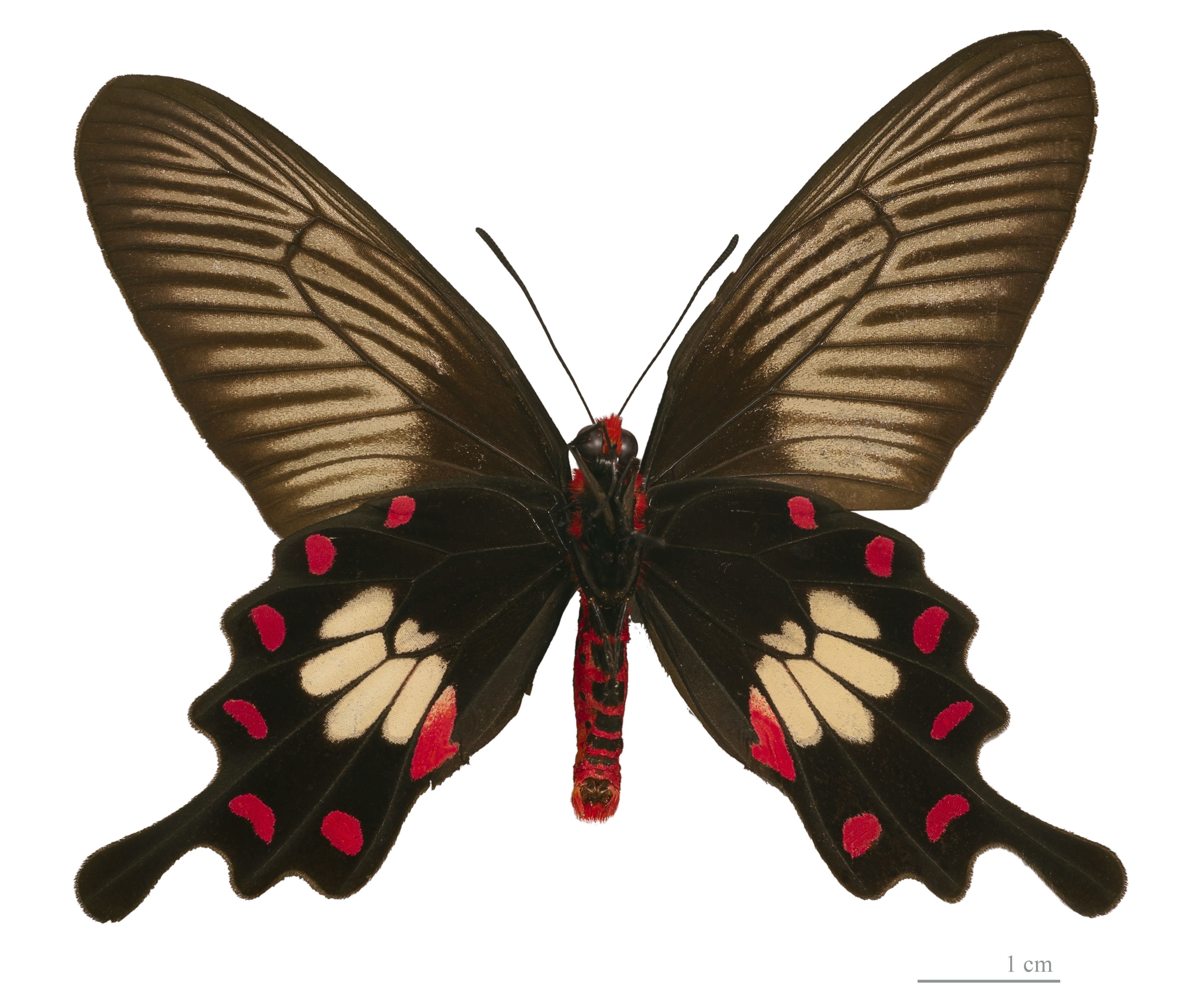
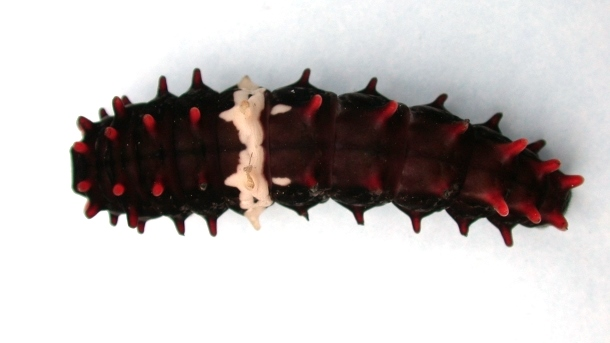
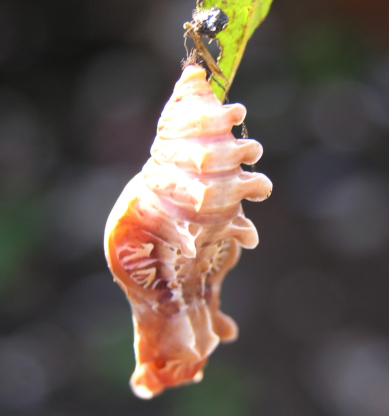
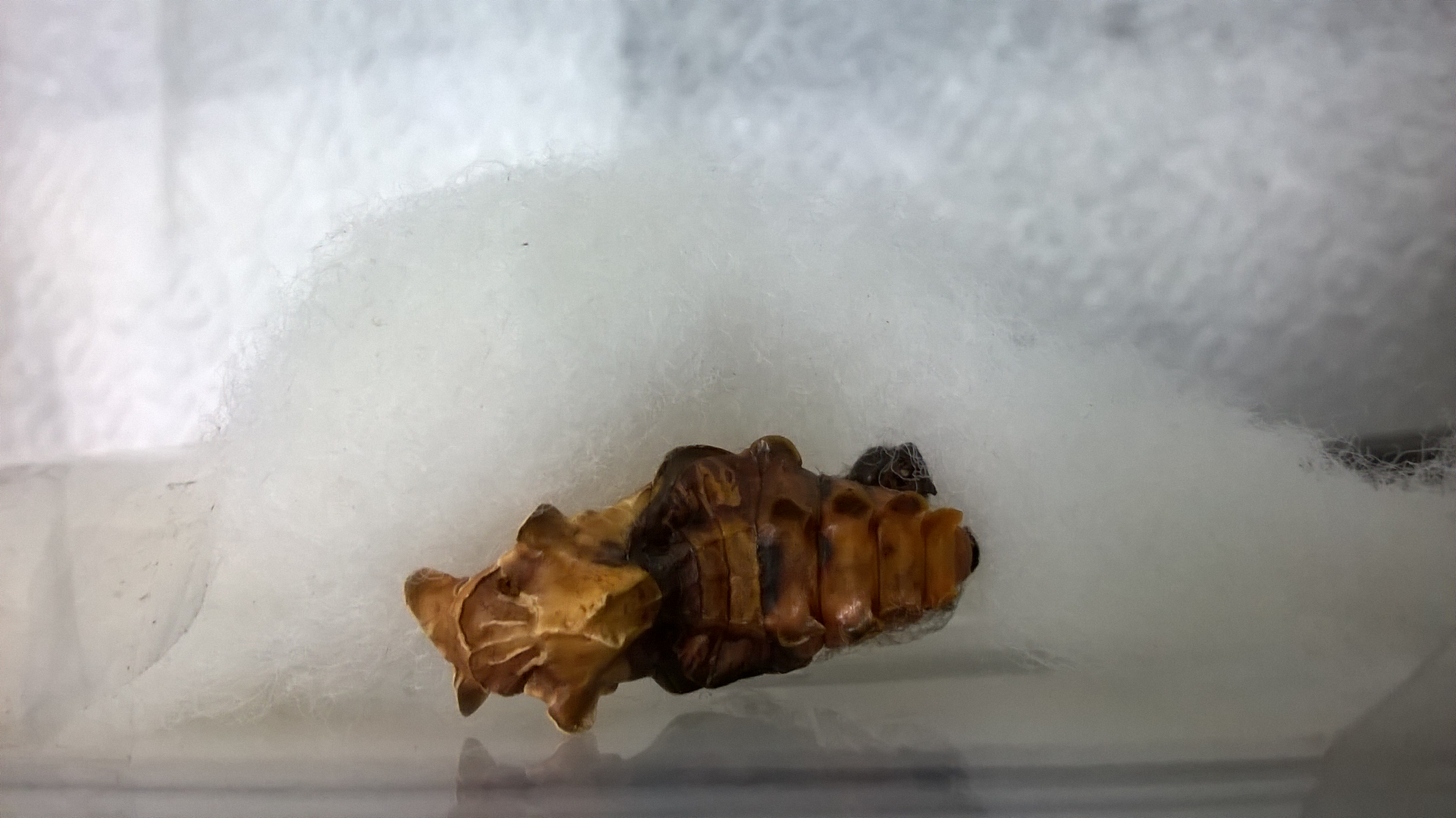
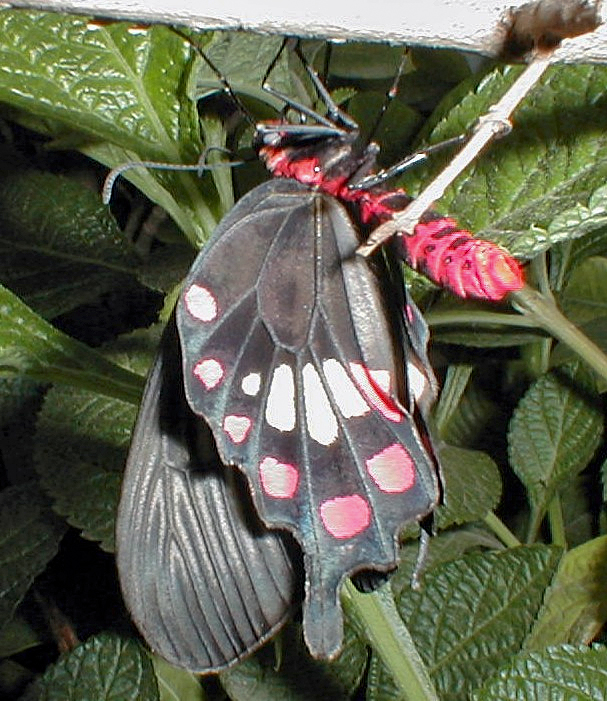